# Целлюлоза (фильм, 1953)
«Целлюлоза» (пол. Celuloza), другое название в советском прокате: «Дороги жизни» — польский чёрно-белый художественный фильм 1953 года по роману Игоря Неверли «Памятка с фабрики „Целлюлоза“».
Продолжением «Целлюлозы» стал фильм «Под фригийской звездой».

## Сюжет
Драма в жанре социалистического реализма рассказывает о жизни коммуниста Щенсного, который в межвоенное время вместе с отцом уехал из бедной деревни в город и стал рабочим в бумажном заводе «Целлюлоза». Он по-прежнему жил в бедности, искал счастья в столице, работал также в мастерской сапожника, служил в армии. После многих неприятных случаев он становится активистом нелегальной Коммунистической партии. Теперь Щенсный о своей жизни рассказывает молодой коммунистке, демонстрируя свои переживания на фоне панорамы действительности польского довоенного капитализма. «Щенсный» — в польском языке значит «счастливый».

## В ролях
- Юзеф Новак — Щенсный
- Станислав Мильский — отец Щенсного / мастер Червячек
- Тереса Шмигелювна — Зофья Червячекова, любовница Щенсного
- Збигнев Сковроньский — Роман Корбаль
- Бронислав Павлик — Леон Крусевич, социалист
- Тадеуш Кондрат — Натан Любарт, портной
- Ванда Лучицкая — Розалия Стельмахова
- Ванда Якубиньская — Ядвига Лопачевская
- Збигнев Юзефович — Ян Гавликовский
- Станислав Ясюкевич — Болеслав Гомбиньский
- Витольд Скарух — Офманьский
- Адам Квятковский — Буцек
- Ханка Белицкая — Шамотульская
- Ярослав Скульский — квартирант Шамотульской
- Сатурнин Буткевич — мясник Евстахий Клещ
- Феликс Жуковский — хорунжий Павловский
- Адольф Хроницкий — лейтенант Гедронец
- Леон Немчик — майор Ступош
- Бронислав Дардзиньский — генерал
- Александер Севрук — Вайшиц, начальник полиции
- Роман Клосовский — доносчик
- Януш Зеевский — бандит Барон
- Цезары Юльский — друг Барона
- Януш Клосиньский — член «партии»
- Здзислав Любельский — Козловский
- Мирослав Шонерт — ксёндз Войда
- Кристина Фельдман — ханжа
- Людвик Бенуа — перевозчик
- Януш Страхоцкий — железнодорожник
- Ежи Антчак — рабочий
- Влодзимеж Квасковский — рабочий
- Иоанна Вальтер и другие.